# Pinky and the Brain
Pinky and The Brain er en amerikansk tegnefilmsserie, produceret af Steven Spielberg og Warner Brothers mellem 1995 til 1998. Serien omhandler de to laboratoriemus Pinky og Brain, som er blevet gensplejset af forskere i ACME's laboratorium. Det eneste de to mus laver er at prøve at erobre verdensherredømmet. Serien er en spinn-off af Animaniacs en tegneserie af samme producere. I løbet af serien kommer der efterligninger af andre film og filmkarakterer som er blevet tegnet, så som Forrest Gump og Gaddafi og Gomer Pyle Og mange flere kendte og kendte film karakterer.

## Karakter
Pinky en høj hvid, mager, venlig men også snot dum mus, som sommetider er med til at Brains planer går i vasken. Pinky har blå øjne og store fortænder. Hans mest kendte "Ord/Lyd" er "Narf, Zort, Troz, Egant og Point" Hvilket ikke har nogen særlig betydning. Trods hans manglende kloghed så er Pinky en stor hjælp til Brain, og er faktisk evnefuld mht. overlevelse. På dansk lægger Lars Thiesgaard stemme til Pinky.
Brain Er den kloge lille hvide mus med et stort hoved (Også bogstaveligt) Han er kun optaget i en ting, at erobre verdensherredømmet, og er faktisk ikke så klog igen. De fleste planer går i vasken da det jo er Brain der planlægger planerne. Siden Brain er så klog, kan han nemt slippe uden om ting med videnskabens hjælp, dog i et afsnit bliver han smidt i junglen af nogle (Green Peace) folk, og faktisk bliver han mere og mere bange. Brain har en fjende ved navn Snebold, som engang, var hans bedste ven. På dansk lægger Torben Sekov stemme til Brain.
Snebold Er et brunt hamster, som er næsten lige så klog som Brain, engang var han bedste venner med Brain, men efter flere forsøg udført af forskere, gik der noget galt, de blev klogere og blev sindssyge på hver deres måde. Brain vil erobre verden, mens Snebold vil udrydde verdenen som hævn, og blev fjender da de to havde hver deres mål. Snebold optræder kun i 2 afsnit, hvor på den ene er der hvor Pinky og Brain bliver smidt i junglen og Snebold er jungle hersker i et begrænset område.

## Danske Stemmer
- Torben Sekov – Brain
- Lars Thiesgaard – Pinky
- Henrik Koefoed
- Niels Weyde
- Pauline Rehné
- Peter Røschke